# Парламентские выборы в Испании (1910)
Парламентские выборы 1910 года в Испании прошли 8 мая. Явка составила 67,56 % от общего числа зарегистрированных избирателей.

## Предыстория
В октябре 1909 года неудачи в ходе Испано-марокканской войны 1909 года и последствия кровавого подавления антимилитаристского восстания в Каталонии привели к падению консервативного кабинета Антонио Маура. 21 октября 1909 года правительство возглавил либерал Сехизмундо Морет. Из-за продолжающегося противостояния внутри Либеральной партии новый кабинет Морета продержался лишь до 9 февраля 1910 года, будучи сменён на правительство демократов и левых либералов во главе с Хосе Каналехасом, который и провёл новые выборы.
После того как борьбу за лидерство в Либеральной партии выиграли левые либералы и демократы, партию возглавил Хосе Каналехас и созданная им Монархическая демократическая партия влилась в состав Либеральной партии.
В Наварре местные карлисты, интегристы и консерваторы вновь приняли участие в выборах в составе Католического антилиберального альянса.
В 1909 году республиканцы, республиканцы-федералисты, республиканцы-радикалы и социалисты создали коалицию Союз республиканцев и социалистов, которую возглавил известный писатель и публицист Бенито Перес Гальдос. Республиканский автономистский союз и Республиканский националистический федеральный союз, созданный в 1910 году каталонскими республиканцами-автономистами, участвовали в выборах самостоятельно.

## Результаты
8 мая были избраны 404 члена Конгресса депутатов.
Победу на выборах одержала Либеральная партия, которая смогла получить 215 мест в Конгрессе депутатов (53,22 %) вместе с союзниками из числа баскских династистов.. Их главным оппонентам, Либерально-консервативной партии даже с учётом союзников из числа наваррских карлистов и традиционалистов пришлось удовлетвориться 82 местами (20,30 %). Республиканцы, большая часть которых выступала единым списком с социалистами, смогли заметно улучшить свои показатели, завоевав 27 мест, депутатами, в том числе, стали 16 республиканцев, 8 радикалов, 2 федералиста и 1 социалист. Каталонские регионалисты, в этот раз участвовавшие в выборах сами по себе, потеряли почти треть своих мест в Конгрессе депутатов.
Итоги выборов в Конгресс депутатов Испании 8 мая 1910 года
| Партии и коалиции                                            | Партии и коалиции                                   | Партии и коалиции                                | Партии и коалиции                             | Лидер                          | Голоса    | Голоса    | Голоса    | Места | Места | Места |
| Партии и коалиции                                            | Партии и коалиции                                   | Партии и коалиции                                | Партии и коалиции                             | Лидер                          | #         | %         | +/−       | Места | +/−   | %     |
| ------------------------------------------------------------ | --------------------------------------------------- | ------------------------------------------------ | --------------------------------------------- | ------------------------------ | --------- | --------- | --------- | ----- | ----- | ----- |
|                                                              |                                                     | Либеральная партия                               | исп. Partido Liberal, PL                      | Хосе Каналехас                 |           | 43,4      | ▲23,1     | 215   | ▲133  | 53,22 |
| Все либералы                                                 | Все либералы                                        | Все либералы                                     | Все либералы                                  | Все либералы                   |           | 43,4      | ▲23,1     | 215   | ▲133  | 53,22 |
|                                                              |                                                     | Либерально-консервативная партия                 | исп. Partido Liberal-Conservador, PLC         | Антонио Маура                  |           | 21,9      | ▼38,1     | 115   | ▼134  | 28,47 |
| Все консерваторы                                             | Все консерваторы                                    | Все консерваторы                                 | Все консерваторы                              | Все консерваторы               |           | 21,9      | ▼38,1     | 115   | ▼134  | 28,47 |
|                                                              |                                                     | Союз республиканцев и социалистов                | исп. Conjunción Republicano - Socialista, CRS | Бенито Перес Гальдос           |           | 10,3      | —         | 27    | —     | 6,68  |
|                                                              | Республиканский националистический федеральный союз | исп. Unió Federal Nacionalista Republicana, UFNR | Жозеп Мария Вальес и Рибот                    |                                | 5,3       | —         | 11        | —     | 2,72  |       |
|                                                              | Республиканский автономистский союз                 | исп. Partido Unión Republicano Autonomista, PURA | Феликс Ассати                                 |                                | —         | —         | 2         | ▬     | 0,50  |       |
| Все республиканцы                                            | Все республиканцы                                   | Все республиканцы                                | Все республиканцы                             | Все республиканцы              |           | 15,6      | ▲3,3      | 41    | ▲15   | 10,15 |
|                                                              |                                                     | Регионалистская лига                             | исп. Lliga Regionalista, LR                   | Энрик Прат-де-ла-Риба          |           | 2,7       | —         | 10    | ▼4    | 2,48  |
| Все регионалисты                                             | Все регионалисты                                    | Все регионалисты                                 | Все регионалисты                              | Все регионалисты               |           | 2,7       | ▼4,2      | 10    | ▼4    | 2,48  |
|                                                              |                                                     | Традиционалистское причастие                     | исп. Comunión Tradicionalista, CT             | Хуан Васкес де Мелья           |           | 2,2       | ▲0,8      | 10    | ▲2    | 2,48  |
|                                                              | Независимые католики                                | исп. Católico independiente                      | Маркиз де Сантильяна                          |                                | —         | —         | 3         | ▼1    | 0,74  |       |
|                                                              | Национальная католическая партия                    | исп. Partido Católico Nacional, PCN              | Хуан Оласабаль                                |                                | —         | —         | 2         | ▬     | 0,50  |       |
| Все карлисты и традиционалисты                               | Все карлисты и традиционалисты                      | Все карлисты и традиционалисты                   | Все карлисты и традиционалисты                | Все карлисты и традиционалисты |           | 1,9       | ▲0,3      | 15    | ▲1    | 3,71  |
|                                                              | Независимые                                         | Независимые                                      | Независимые                                   | Независимые                    |           | —         | —         | 6     | ▲3    | 1,49  |
|                                                              | Вакантные                                           | Вакантные                                        | Вакантные                                     | Вакантные                      | Вакантные | Вакантные | Вакантные | 3     | ▲3    |       |
|                                                              |                                                     |                                                  |                                               |                                |           |           |           |       |       |       |
| Всего                                                        | Всего                                               | Всего                                            | Всего                                         | Всего                          | 3 071 142 | 100,00    |           | 404   | ▬     |       |
| Зарегистрировано/Явка                                        | Зарегистрировано/Явка                               | Зарегистрировано/Явка                            | Зарегистрировано/Явка                         | Зарегистрировано/Явка          | 4 546 004 | 67,56     | н/д       |       |       |       |
|                                                              |                                                     |                                                  |                                               |                                |           |           |           |       |       |       |
| Источник: - Historia Electoral - Spain Historical Statistics |                                                     |                                                  |                                               |                                |           |           |           |       |       |       |

1. ↑  Включая двоих баскских династистов
2. ↑  Учтены голоса отданные за Союз республиканцев и социалистов и Республиканский националистический федеральный союз
3. ↑  Включая независимого республиканца
4. ↑  В выборах 1907 года Регионалистская лига участвовала в составе коалиции «Каталанская солидарность»
5. ↑  Учтены только голоса отданные за карлистов
6. ↑  Включая независимого республиканца и каталонского националиста

## Результаты по регионам
Либеральная партия заняла первое место по количеству избранных депутатов в 32 провинциях. Консерваторы смогли победить в 6 провинциях (Овьедо (ныне Астурия), Авила, Сория, Бискайя, Сарагоса и Куэнка). Регионалистская лига на этот раз выиграла выборы только в одной каталонской провинции, в Барселоне, карлисты смогли победить в Алаве, Католический антилиберальный альянс вновь одержал победу в Наварре, а независимые католики в Гипускоа. В провинциях Сеговия, Вальядолид, Бургос и Теруэль мандаты поделили либералы и консерваторы, в провинции Мадрид первое место поделили либералы и Союз республиканцев и социалистов, в Льейде места достались националистам-федералистам, регионалистам и карлистам. В 3 из 4 крупнейших городов страны победу одержали республиканцы. Союз республиканцев и социалистов завоевал 5 мандатов из 7 в Барселоне (все 5 взяла Радикальная республиканская партия, два оставшихся достались националистам-федералистам) и 6 из 8 в Мадриде (из них 4 взял Республиканский союз и по одному социалисты и республиканцы-федералисты. В Валенсии 2 мандата из 3 достались республиканцам (по одному республиканцы-автономисты республиканцы-радикалы). Либералы победили в Севилье (3 мандата из 5), а также взяли 2 мандата в Мадриде и один в Валенсии. Два оставшихся севильских мандата поделили консерваторы и Республиканский союз.

## После выборов
18 июня 1910 года новым председателем Конгресса депутатов был избран Альваро де Фигероа и Торрес, граф Романонес (Либеральная партия). 19 ноября того же года его во главе палаты сменил другой либерал, Сехизмундо Морет. 27 мая 1913 года, после его смерти, председателем Конгресса депутатов был избран Мигель Вильянуэва (Либеральная партия). Председателем Сената стал Эухенио Монтеро Риос (Либеральная партия).
4 года работы Конгресса депутатов, избранного в 1910 году, проходили на фоне анархистского террора (убийство премьер-министра Хосе Каналехаса, покушения на экс-премьере Антонио Маура в 1910 году и на короля Альфонсо XIII в 1913-м) и серьёзных разногласий в обеих династических партиях. 12 ноября 1912 года был убит Каналехас, что привело к борьбе за лидерство в Либеральной партии. Три дня обязанности председателя правительства временно исполнял Мануэль Гарсиа Прието, но новым главой Совета министров 14 ноября стал его оппонент — граф Романонес (бывший консерватор-вильявердистас). В конце концов, 27 октября 1913 года, правительство Испании возглавил консерватор Эдуардо Дато Ирадьер.
В то же время ожесточённая борьба шла и внутри Либерально-консервативной партии, где за лидерство соперничали Антонио Маура, Эдуардо Дато и Хуан де ля Сьерва и Пеньяфьель. В 1913 году Маура покинул руководство и новым лидером стал Дато. Впрочем, экс-премьер сохранил своё влияние и в октябре попытался поучаствовать в формировании нового кабинета, что привело к расколу на «датистов», «мауристов» и «сьервистов», которые в дальнейшем участвовали в выборах отдельно друг от друга.
Серьёзные разногласия наблюдались и между партиями входившими в Союз республиканцев и социалистов, приведя его в конце концов к распаду.
18 декабря 1913 года король Альфонсо XIII подписал указ, разрешающий провинциям объединяться в административные сообщества, тем самым фактически положив начало созданию Каталонского содружества.